# Hongshan, Huangpu
Hongshan (kinesiska: 红山) är ett stadsdelsdistrikt (jiedao) i sydöstra Kina. Det ligger i stadsdistriktet Huangpu i provinshuvudstaden Guangzhou i provinsen Guangdong, omkring 21 kilometer öster om centrala Guangzhou. Antalet invånare är 42 127. Befolkningen består av 16 938 kvinnor och 25 189 män. Barn under 15 år utgör 11,0 %, vuxna 15-64 år 83 %, och äldre över 65 år 4,0 %.